# Муниципальный округ № 72
Муниципальный округ № 72 — муниципальное образование в составе Фрунзенского района Санкт-Петербурга.

## Расположение
Расположен в центральной части района.
Граничит:
- на севере по улице Белы Куна — с Волковским муниципальным округом
- на востоке по Московской линии железной дороги — с Ивановским муниципальным округом Невского района Санкт-Петербурга
- на юге по Южному шоссе — с Александровским муниципальным округом
- на западе по Бухарестской улице — с муниципальным округом Купчино

## Население
| 2002    | 2010    | 2012    | 2013    | 2014    | 2015    | 2016    |
| ------- | ------- | ------- | ------- | ------- | ------- | ------- |
| 69 785  | ↘68 333 | ↗68 755 | ↘68 671 | ↗68 838 | ↗69 117 | ↘68 620 |
| 2017    | 2018    | 2019    | 2020    | 2021    | 2023    | 2025    |
| ↗68 743 | ↘67 888 | ↘66 679 | ↘65 276 | ↗68 343 | ↘67 846 | ↘67 523 |

## Застройка
Жилищный фонд — 177 зданий (общей площади более 2 млн м²)
Общеобразовательные школы — 13
Детские дошкольные учреждения — 14
Поликлиники — 3
Библиотеки — 2
Крупные торговые центры — 19
Предприятия бытового обслуживания — 13

## Местное самоуправление

### Администрация муниципального образования
Администрация внутригородского муниципального образования Санкт-Петербурга муниципального округа № 72 расположена по адресу: Пражская улица, дом 35. Глава муниципального образования — Судьина, Лилия Сергеевна, заместитель Главы муниципального образования — Воронин, Максим Александрович,  Глава местной администрации — Кузьмина, Мария Александровна.

### Муниципальный совет
По итогам муниципальных выборов 2024 в муниципальный совет МО № 72 было избрано 20 депутатов, где Единая Россия получила большинство. Главой муниципального образования и председателем муниципального совета была избрана Л. С. Судьина.

## Транспорт
Общественный транспорт представлен трамвайной линией по Бухарестской улице, а также автобусными и троллейбусными маршрутами. 28 декабря 2012 года в муниципальном округе Купчино у границы с 72-м муниципальным округом открылась станция метро Международная, 3 октября 2019 года у перекрёстка Бухарестской улицы и проспекта Славы открылась станция метро Проспект Славы.

### Трамвайные маршруты
| №  | Пересадки                                                                                        | Конечный пункт 1       | Конечный пункт 2       |
| -- | ------------------------------------------------------------------------------------------------ | ---------------------- | ---------------------- |
| 25 | Проспект Славы Международная Бухарестская Волковская Обводный канал Лиговский проспект           | Купчино                | Улица Марата           |
| 43 | Проспект Славы Международная Бухарестская Электросила                                            | Купчино                | Московские ворота      |
| 45 | Дунайская Проспект Славы Международная Бухарестская Парк Победы Московская                       | Купчино                | Проспект Юрия Гагарина |
| 49 | Дунайская Проспект Славы Международная Бухарестская Волковская Обводный канал Лиговский проспект | Малая Балканская улица | Улица Марата           |

### Автобусные маршруты
| №   | Пересадки | Конечный пункт 1               | Конечный пункт 2                    |
| --- | --- | ------------------------------ | ----------------------------------- |
| 11  | Пролетарская Ломоносовская Проспект Славы Московская                                                                               | Троицкое поле                  | Предпортовая                        |
| 12  | Проспект Большевиков Ломоносовская Международная Электросила                                                                       | Улица Подвойского              | Рощинская улица                     |
| 31  | Московская Международная Елизаровская                                                                                              | Улица Костюшко                 | Площадь Бехтерева                   |
| 54  | Купчино Проспект Славы Международная Бухарестская Волковская Обводный канал Лиговский проспект Площадь Восстания Московский вокзал | Малая Балканская улица         | Смольный                            |
| 56  | Купчино Дунайская Проспект Славы Ломоносовская                                                                                     | Малая Балканская улица         | Кудрово, ТК "МЕГА"                  |
| 57  | Дунайская Проспект Славы Бухарестская Волковская                                                                                   | Малая Балканская улица         | Боровая улица                       |
| 76  | Бухарестская Волковская Обводный канал Лиговский проспект                                                                          | Сортировочная                  | Площадь Восстания Московский вокзал |
| 91  | Международная Бухарестская Волковская Обводный канал Лиговский проспект                                                            | Сортировочная                  | Площадь Восстания Московский вокзал |
| 95  | Ломоносовская Елизаровская Международная Электросила                                                                               | Проспект Александровской Фермы | Рощинская улица                     |
| 114 | Ленинский проспект Московская Проспект Славы Елизаровская                                                                          | Счастливая улица               | Большой Смоленский проспект         |
| 116 | Звёздная Проспект Славы Елизаровская                                                                                               | Звёздная улица                 | Большой Смоленский проспект         |
| 117 | Пролетарская Бухарестская Волковская                                                                                               | Троицкое поле                  | Улица Самойловой                    |
| 141 | Звёздная Московская Проспект Славы Обводный канал Лиговский проспект                                                               | Звёздная улица                 | Площадь Восстания Московский вокзал |

### Троллейбусные маршруты
| №  | Пересадки                                                       | Конечный пункт 1    | Конечный пункт 2      |
| -- | --------------------------------------------------------------- | ------------------- | --------------------- |
| 26 | Проспект Славы Электросила                                      | Сортировочная       | Московские ворота     |
| 27 | Московская Проспект Славы Ломоносовская Улица Дыбенко           | площадь Конституции | Река Оккервиль        |
| 29 | Проспект Славы Московская Ленинский проспект Проспект Ветеранов | Сортировочная       | Улица Солдата Корзуна |
| 35 | Международная Московская Ленинский проспект                     | Сортировочная       | Проспект Героев       |
| 36 | Международная                                                   | Сортировочная       | Электросила           |